# Trichostrongylidae
Trichostrongylidae je druhově velmi bohatá čeleď hlístic. Jedná se o parazity trávicí soustavy především přežvýkavců, případně prasat, koní, králíků a zajíců, ptáků, výjimečně člověka. Vývoj je přímý a jsou odděleného pohlaví.

## Morfologie
Zástupci čeledi jsou nitkovitého či vláskovitého tvaru těla, s málo vyvinutou či jen rudimentární ústní kapsulou. Samci jsou menší než samice a na kaudálním konci mají silně vyvinutou kopulační bursu (bursa copulatrix), kterou tvoří dva laterální laloky a jeden rudimentární dorzální lalok. Spikuly samců jsou krátké a stejné délky. Vulva samic ústí poblíž análního otvoru a bývá překryta chlopní.

## Vývojový cyklus a biologie

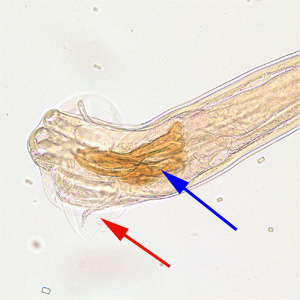
Bursa copulatrix u samců

Dospělí jedinci trichostrongylidů se lokalizují v abomasu (žaludku u monogastrů), tenkém nebo tlustém střevě hostitele. Pomocí ústní kapsuly jsou dospělí helminti přichyceni k sliznici a sají krev. U silně patogenního druhu Haemonchus contortus se průměrná ztráta krve odhaduje na 0,05 ml krve na jednoho parazita za den. Samičky po kopulaci kladou vajíčka, která odcházejí s trusem do vnějšího prostředí. Jedna samice naklade až 10000 vajíček za den. Vajíčka v trusu mají již rozbrázděnou protoplazmu a obsahují 10–40 blastomer v závislosti na druhu. Ve vajíčcích se ve vnějším prostředí vyvíjejí larvy L1, které se líhnou do 15–42 hodin. Larvy L1 se svlékají a vytváří se larvy L2. Tyto dvě larvální stádia žijí neparazitickým způsobem a živí se bakteriemi nebo detritem na povrchu rostlin a půdy. Pro jejich přežívání a další vývin je nezbytná vysoká vlhkost (80–100 %) a teplota v rozmezí 18–26 °C. U larev L2 se postupně zevnitř formuje další nová vrstva kutikuly, přičemž původní kutikulu nesvlékají ale zůstává na těle larvy. Toto stádium se označuje jako larva L3 a je již infekční pro definitivního hostitele. Larvy L3 jsou díky původní vyschlé kutikule L2 chráněny před vyschnutím a mrazem, zároveň však nemohou přijímat potravu a přežívají ze zásob získaných během předchozích larválních stádií. Hostitel se nakazí pozřením vegetace s infekčními larvami L3. V abomasu nebo střevě se larvy ještě 2 x svlékají a dospívají v pohlavně zralé jedince. První svlékání se odehrává v lumen GIT traktu, kdy se larvy zbavují ochranné kutikuly L2. Následně se larvy zanořují do sliznice (v případě rodů Ostertagia a Teladorsagia se larvy zanořují do slizničních žláz abomasa), kde se přeměňují na larvy L4 a podruhé svlékají. Nezralá adultní stádia (také označovaná jako L5) se poté vracejí do lumen GIT, kde dorůstají a pohlavně dozrávají. Dospělí červi jsou zanořeni ústní kapsulou do sliznice a sají krev.

## Přehled významných rodů
- Trichostrongylus
- Haemonchus
- Ostertagia
- Teladorsagia
- Cooperia
- Nematodirus
- Marschallagia
- Mecistocirrus
- Hyostrongylus
- Amidostomum
- Graphidium